# Maggie Stiefvater
Maggie Stiefvater, född 18 november 1981 i Harrisonburg i Virginia, är en amerikansk författare som är känd för att skrivit serien Mercy Falls vargar. År 2012 fick hon en Michael L. Printz Award Honor för boken Dödsritten.

## Biografi
Vid 16 års ålder bytte Maggie Stiefvater förnamn från Heidi till Margaret. Hon utbildade sig vid Mary Washington College, där hon tog en kandidatexamen i historia.
Innan Maggie Stiefvater övergick till att bli författare på heltid var hon konstnär, specialiserad på hästmotiv. Hon animerar även alla trailers till sina böcker, med hjälp av stop-motion-animering och traditionella animationstekniker.
Hon bor idag i Virginia tillsammans med sin man och två barn.

### Books of Faerie-serien
1. Lament: The Faerie Queen's Deception (2008)
2. Ballad: A Gathering of Faerie (2009)
3. Requiem (2013)

### Mercy Falls vargar
1. Shiver (2009)
- Frost (2010)
2. Linger (2010)
- Feber (2011)
3. Forever (2011)
- För Evigt (2012)
4. Sinner (2014)

### The Raven Cycle
1. The Raven Boys (2012)
- Kretsen (2013)
2. The Dream Thieves (2013)
- Drömtjuvarna (2014)
3. Blue Lily, Lily Blue (2014)
- Sovarna (2015)

4. The Raven King (2016)

### Övriga romaner
- An Infinite Thread (2008)
- The Scorpio Races (2011)
- Dödsritten (2012)
- The Curiosities: A Collection of Stories a compiled anthology tillsammans med Tessa Gratton och Brenna Yovanoff (2012)